# طسوج عليا (مقاطعة تشرام)
طسوج عليا (بالفارسية: طسوج علیا) هي قرية تقع في قسم تشرام الريفي (مقاطعة تشرام) في إيران. يقدر عدد سكانها بـ 46 نسمة بحسب إحصاء 2016.